# Adolf Wolf (purkmistr)
Adolf Wolf (20. srpna 1856 Opočno – 8. ledna 1940) byl český úředník, první starosta (purkmistr) Opočna, okresní starosta, kronikář města a majitel realit.
Byl úředníkem okresního soudu v Opočně. V roce 1890 se stal obecním zastupitelem, v roce 1893 členem městské rady a v roce 1894 městským tajemníkem. V letech 1900–1911 byl starostou města. V té době se výrazně zlepšily vztahy s Colloredo-Mansfeldy, tedy místní vrchností. Za Wolfova starostování byla vybudována řada budov – měšťanská škola (1901), dívčí měšťanská škola (1907) – do města bylo zavedeno elektrické osvětlení (1904) a napojení na telefonní síť (1909). V letech 1909–1920 (1912–1918) byl i starostou okresu. Byl také předsedou a pokladníkem Občanské základny.
Dne 3. května 1926 se stal městským kronikářem. V té funkci zůstal až do roku 1935, kdy ze zdravotních důvodů musel skončit. Do tohoto kronikářského období spadá i návštěva T. G. Masaryka v Opočně, kterou Wolf velmi podrobně popsal.
V roce 1927 obdržel čestné občanství města Opočna.